# Green Future Group
Green Future Group este o marcă românească a companiei Super Ball fondată în 2004 care produce și comercializează produse destinate somnului.

## Istoric și rezultate financiare
Claudiu Stepan și Radu Badea au pus bazele unui business în producția de perne și pilote în satul Covaci din județul Timiș, ajungând în anul 2010 la afaceri de 20,9 milioane de lei (4,9 milione de euro) și un profit de 786.019 lei (187.000 euro), la un număr de 78 de angajați.
Producătorul de perne și pilote Super Ball Timiș a avut o creștere pe timp de criză de 78%.
În anul 2013, a fost lansat brandul Green Future care reprezintă șase producători români: Softex, Super Ball, Alcam International, Super Ball International, Pal Group, Green Future Recycling.
Brandul Green Future a fost lansat inițial pe piața externă și și-a consolidat poziția în industria de mobilă și articole de casă, având peste 4.500 de clienți industriali în Europa de Est.
În 2014 exportul a reprezentat 20%, iar pentru 2015 și 2016 este prevăzută o creștere de până la 50 – 60%. Cifra de afaceri din anul 2014 a fost de peste un milion de euro. Până în vara anului 2015 produsele au fost exportate în țări precum Anglia, Bulgaria, Germania, Italia, Suedia, dar și Islanda, Olanda, Suedia, Coreea de Sud și Japonia.

## Portofoliul de produse
Produsele companiei sunt destinate atât industriei producătoare de mobilier (perne de tapițerie), industriei hoteliere (saltele, lenjerii de pat, perne, pilote), dar și micilor consumatori de produse de uz casnic (saltele, perne, lenjerii de pat, pilote).
Produsele Green Future se pot comercializa online, din cele două showroom-uri aflate în București și Timiș cât și prin intermediul magazinelor partenere Dedeman, Moemax, Lem’s, Accesoria Group, Koncepto și Naürlich. . Începând cu anul 2014, Green Future se numără printre brandurile din gama permanentă comercializată de magazinul Emag la categoria Home&Deco. 